# El Bovalar
El Bovalar és un jaciment arqueològic de l'època visigòtica, situat al municipi de Seròs, (Segrià) declarat bé cultural d’interès nacional com a monument històric i arqueològic.
És format per un vilatge, una basílica amb un baptisteri, una necròpoli i una església. Les cases apinyades, generalment de tres cambres, fetes de pedres i tàpia, s'organitzaven al costat d'un espai comunitari, on hi havia un trull, uns cellers i l'església.

## Descripció
Les restes conservades permeten constatar que la basílica era un edifici rectangular (26 x 12,3 m), dividit en tres naus, separades per columnes, de les quals només es conserven els basaments. La porta d'accés era situada en un dels costats. Hi havia una cambra annexa on hi havia un magnífic baptisteri, estructura de planta quadrada coronada per un cimbori sostingut per columnetes. La capçalera era tripartida.

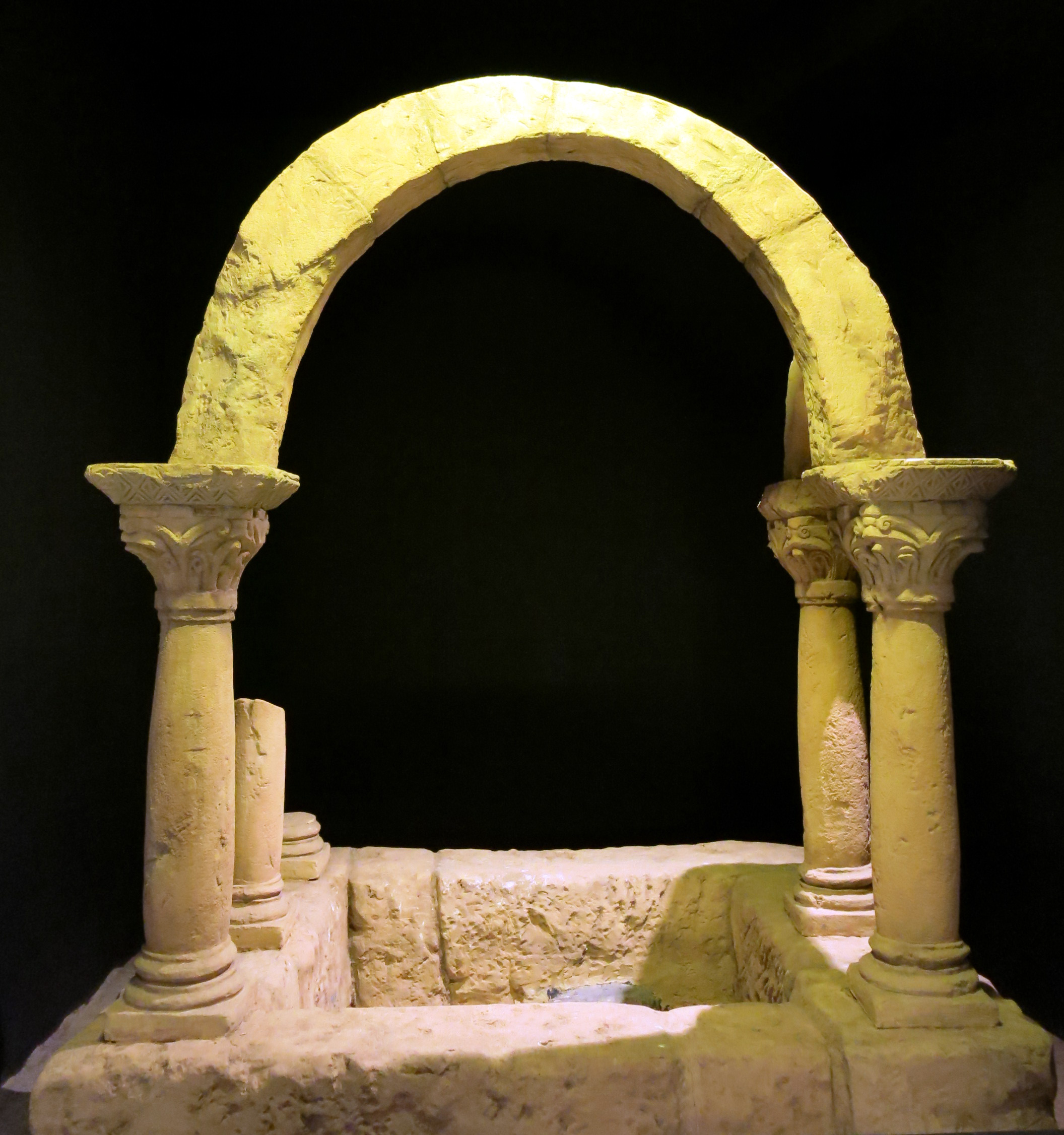
Baptisteri del Bovalar (s. VI), Museu de Lleida

Al voltant de la basílica hi ha una sèrie de construccions, corresponents a un poblat d'època visigòtica, de cronologia inicial no definida, però que fou destruït per un incendi en els anys de la invasió musulmana. Aquest poblat disposava d'una premsa comunal, destinada probablement a la producció d'oli.

Les restes arqueològiques estan formades per dues parts ben diferenciades. Es tracta d'un nucli d'hàbitat rural adossat a un temple de tradició paleocristiana que ocupa tota l'amplada del conjunt pel seu costat nord i que dona directament sobre el riu. Al voltant del temple es desenvolupa una necròpoli, amb predomini d'enterraments en sarcòfag tallat en un sol bloc de pedra i de tombes de lloses de pissarra o de calcària local, que s'exfolia en plaques primes. En els dos casos, els enterraments són tant a l'interior de la basílica com en els àmbits de l'entorn, sense apartar-se massa del centre religiós.

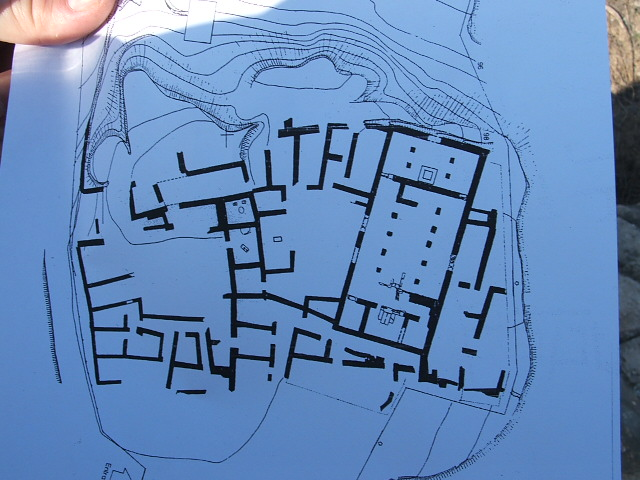
Plànol del jaciment del Bovalar

Basílica i poblat són originàriament de temps diferents, i és molt probable que la basílica sigui anterior als primers nivells d'habitació. Les estratigrafies efectuades assenyalen tres moments en el conjunt, l'últim dels quals -de convivència entre el temple i l'hàbitat i de l'ús del temple per la gent del poblat- correspon als darrers anys del regne dels visigots de Toledo. La coexistència de la basílica i el poblat explica de manera clara els orígens no germànics o no visigòtics del poblament.
El que resta del conjunt mesura 60 m nord-sud per 40 m est-oest. D'aquest espai, el temple n'ocupa 312 m². El poblat és petit i típic d'un establiment rural. S'han excavat un grup de cases que són unitats familiars, formades per dues o tres cambres amb una entrada comuna i relacionades entre si per un corredor. El conjunt fou destruït per un incendi. D'entre el material moble associat a aquestes estructures, destaquen un gerret de bronze dels anomenats litúrgics, per al vi consagrat, de taller copte, i un esplèndid encenser de cassola cilíndrica i coberta en forma de cúpula, amb cadenes i anelles per a penjar-lo, al costat d'una creu de bronze, fragments d'una inscripció sobre pedra del segle VII i, de la zona profana, una rica sèrie de ceràmiques -sobretot les de pastes grises o negres que ofereixen una àmplia i variada tipologia-, així com instruments de feina del camp o d'utilització de la llana i filats, etc. Destaca, igualment una interessant col·lecció de sivelles de cinturó de bronze del tipus "perfil de lira", típiques de la població ibèrica del segle VII. És molt important l'aparició d'algunes monedes dels monarques darrers del regne dels visigots.

## Necròpolis
Al sector sud de la basílica hi ha probablement una necròpolis. Les tombes estaven formades per lloses de pedra calcària, i alguns sarcòfags monolítics. A dins, el mort era dipositat amb una caixa de fusta de pi. Entre els materials ceràmics cal destacar fragments de sigil·lata hispànica, sigil·lata Clara, tègules, dòlies i àmfores. També ceràmica grisa molt tosca, vidres (copes i peus diversos) i eines de ferro. Els materials fets en bronze són importants i destaquen: un cremador d'encens  de bronze de cassola cilíndrica i coberta de cúpula, calada i rematada amb un ocell, de tipus oriental copte, una gerreta eucarística per al vi, també d'origen copte, i una gran creu. Les troballes numismàtiques eren fins al 1982 de deu triens: un d'Ègica, tres d'Ègica-Vitiza, cinc de Vitiza, i un d'Àkhila, que daten de la destrucció del conjunt després d'un gran incèndi amb posterioritat al 713-714.

## Història
El jaciment arqueològic del Bovalar, situat a uns 2 km a l'est de Seròs, a l'altra banda del riu Segre, fou descobert l'any 1943, però l'excavació no se'n va iniciar fins al 1968. El jaciment comprèn un temple cristià, segurament de finals del segle iv, i que sembla que es mantingué en ús fins a la invasió sarraïna. Al seu costat, hi ha les restes d'un poblat d'època visigòtica, que perdurà també fins a la invasió sarraïna, tal com proven les monedes trobades.